# Tetrablemma alaus
Espèce
Tetrablemma alaus est une espèce d'araignées aranéomorphes de la famille des Tetrablemmidae.

## Distribution
Cette espèce est endémique d'Australie-Occidentale. Elle se rencontre dans des grottes des Callawa Ridge et Cundaline Ridge au Pilbara.

## Description
Cette espèce est anophtalme. Le mâle holotype mesure 1,21 mm.

## Publication originale
- Burger, Harvey & Stevens, 2010 : A new species of blind subterranean Tetrablemma (Araneae: Tetrablemmidae) from Australia. The Journal of Arachnology, vol. 38, no , p. 146–149 (texte intégral).